# Kelj fel!
A Kelj fel! a Skorpió együttes harmadik nagylemeze. Ezt az albumot nem adták ki CD-n. Skorpió koncerten az együttes erről a lemezről egyetlen dalt sem szokott eljátszani.[forrás?]
A oldal:
1. Döntsd el végre már! – 3:31
2. Kelj fel jóember – 5:39
3. Nagyra nőj gyermekem – 5:21
4. Vége van a napnak – 5:02

B oldal:
1. Piactér – 3:57
2. Ne törjön le téged – 3:39
3. Szép vasárnap hajnalán – 4:33
4. Késő – 3:35
5. Egy dal mindenkinek – 4:16

Összesen: 9 dal, 00:39:33